# Деветак (Лукавац)
Деветак (босн. Devetak) — село в Боснии и Герцеговине.

## География
Расположен в общине Лукавац Тузланского кантона Федерации Боснии и Герцеговины.

## Население
По данным на 1991 год:
| Боснийцы       | Югославы    | Иные        | Всего     |
| -------------- | ----------- | ----------- | --------- |
| 2219 (97,83 %) | 27 (1,19 %) | 22 (0,97 %) | 2268 чел. |